# Cannabinol
Cannabinol (CBN) är en cannabinoid med milda psykoaktiva effekter som återfinns naturligt i cannabisplantor. Cannabinol bildas när THC bryts ned av UV-ljus och återfinns därför i störst mängder hos äldre plantor. Den upptäcktes redan på 1800-talet och är därmed den första cannabinoiden som isolerats från cannabis extrakt.
Likt THC så interagerar cannabinol med CB1 och CB2 receptorerna i det endocannabinoida systemet och begränsade studier pekar på att det potentiellt kan ha sömnfrämjande effekter.